# Mount Mumford
Mount Mumford ist ein 1580 m hoher Berg im Palmerland auf der Antarktischen Halbinsel. In den Gutenko Mountains ist er die zentrale Erhebung einer Reihe felsiger Gipfel 6 km nördlich des westlichen Endes der Rathbone Hills.
Der United States Geological Survey kartierte ihn 1974. Das Advisory Committee on Antarctic Names benannte ihn 1976 nach Joel H. Mumford (* 1944), Arzt auf der Palmer-Station im Jahr 1972.